# Džamal Zahalka
Džamal Zahalka (hebrejsky ג'מאל זחאלקה‎, Džamal Zachalka, arabsky جمال زحالقة‎; * 11. ledna 1955 Izrael) je izraelský politik arabské národnosti a poslanec Knesetu za stranu Balad.

## Biografie
Bydlí ve městě Kafr Kara. Je ženatý, má tři děti. Studoval na Hebrejské univerzitě obor farmacie, ze kterého získal doktorát. Hovoří arabsky a anglicky.

## Politická dráha
Do Knesetu nastoupil poprvé po volbách roku 2003, ve kterých kandidoval za stranu Balad. V parlamentu v letech 2003–2006 působil jako člen výboru petičního, výboru pro vědu a technologie a výboru pro práci, sociální věci a zdravotnictví. Mandát obhájil ve volbách roku 2006. Po nich byl členem parlamentního výboru pro televizi a rozhlas, finančního výboru, výboru pro vzdělávání, kulturu a sport, výboru pro status žen, výboru pro vědu a technologie a petičního výboru. V Knesetu zůstal i po volbách roku 2009. Je členem výboru pro vzdělávání, kulturu a sport, výboru pro drogy a výboru pro ekonomické záležitosti.
Od roku 2003 trvale předsedá poslaneckému klubu strany Balad.
Mandát obhájil rovněž ve volbách v roce 2013 a volbách v roce 2015, nyní za alianci arabských menšinových stran Sjednocená kandidátka.